# Kaha Kaladze
Kahaber (Kaha) Kaladze, (grúzul: კახაბერ (კახა) კალაძე; Szamtredia, 1978. február 27.) grúz labdarúgó, hazája válogatottjának korábbi kapitánya. Labdarúgó karrierje után politikus lett.

## Futballista pályafutása

### Karrierjének kezdete
A kis Kaha a Lokomitiv Szrametidjában kezdett el focizni. Itt látta meg egyszer játék közben a grúz focilegenda, Kipiani, aki a fővárosi Dinamo Tbiliszibe vitte az általános iskolát éppen elvégző srácot.

### Dinamo Tbiliszi
Innentől vált valóra egy álom. 16 évesen mutatkozott be az élvonalban, és még egy perce sem volt a pályán, amikor gólt szerzett. Nem csoda, hogy már 17 évesen válogatottnak mondhatta magát. Öt év alatt ötször lett grúz bajnok, de nem volt sok esélye a jó nemzetközi szereplésre ebből a ligából, ezért 1998-ban váltott, és a Dinamo Kijev csapatához igazolt.

### Dinamo Kijev
Ezzel a csapattal már az első évben a UEFA-bajnokok ligája elődöntőjéig jutott. Egészen 2000 teléig itt is játszott, de mivel szerződése 2001-ben lejárt volna, így a klubja eladta Kaladze-t. Végül az AC Milan volt a legkitartóbb, és a Kijev elnöke, Surkis, Grúziában rekordösszegnek számító 16 millió euróért eladta.

### AC Milan
Januárban a Milanhoz érkező Kaladze hamar megtapasztalhatta az élet sötétebb oldalát is. Négy hónap múlva Grúziában elrabolták orvostanhallgató öccsét, és váltságdíjat követeltek érte. A csere végül nem történt meg, pedig édesapja ott volt a pénzzel, de az emberrablók nem vitték magukkal Levant. Egyébként a Milan mindenható elnöke, Silvio Berlusconi minden követ megmozgatott a fiú kiszabadításáért, de ő sem járt sikerrel. Azóta bekövetkezett, amitől a család leginkább tartott. 2001-ben ezért mondta le egy időre a válogatottságot is, de később meggondolta magát. A nemzeti tizeneggyel nem sikerült kiugró eredményt elérni, de klubcsapatában igen. Szépen lassan Kaladze kiharcolta a kezdőcsapatba kerülést, méghozzá nem a saját posztján. Az eleinte emberfogóként és védekező középpályásként játszó grúz a balhátvéd posztját örökölte meg a középre húzódó Maldinitől. 2003-ban végig csúcsformában játszott, és így lett Bajnokok Ligája győztes, de az év végén súlyosan megsérült. Teljesítményére méltán büszkék szülőhazájában, és ennek elismeréseként a Grúz Posta bélyeget adott ki. A következő szezonban már csak epizódszerep jutott neki, és ezt még a bajnoki cím sem feledtette el vele. A 2004/2005-ös idény sem hozott nagy változást. Kaladze ugyan többet játszott, de messze volt attól, hogy állandó kezdőembernek mondhassa magát. Éppen ezért a nyáron igencsak kacérkodott a távozás gondolatával. Kérőből nem is volt hiány. A legkitartóbb és leghíresebb kétségtelenül a Chelsea FC csapata volt. Nagyon sokáig úgy nézett ki, hogy sikeres lesz az üzlet, de végül maradt a Milanban. Kaladze később sem lehetett biztos abban, hogy stabil kezdő lesz, hiszen a posztjára leigazolták Marek Jankulovskit. Ennek ellenére a grúz játékos hasznos embere lett az elkövetkezendőkben is a csapatnak. Bármikor képes volt a cserepadról beszállni, és beíveléseivel zavarba hozni az ellenfeleket.

### Genoa
2010. augusztus 31-én a Genoa csapathoz érkezett.

## Politikusi pályafutása
A 2012-es grúz választások után miniszterelnök-helyettes lett valamint regionális fejlesztési és infrastruktúra miniszter.
2017 októberében a grúz főváros polgármesterévé választották.